# Pteropus vetulus
Pteropus vetulus là một loài động vật có vú trong họ Dơi quạ, bộ Dơi. Loài này được Jouan mô tả năm 1863.

## Hình ảnh

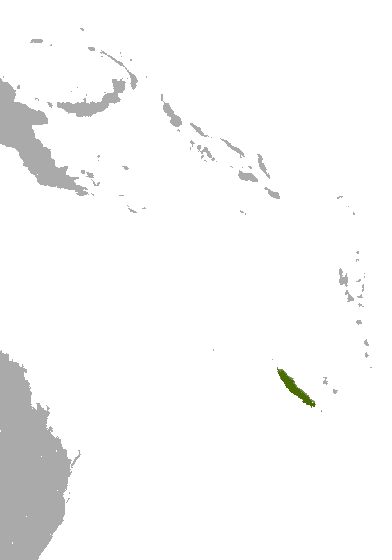
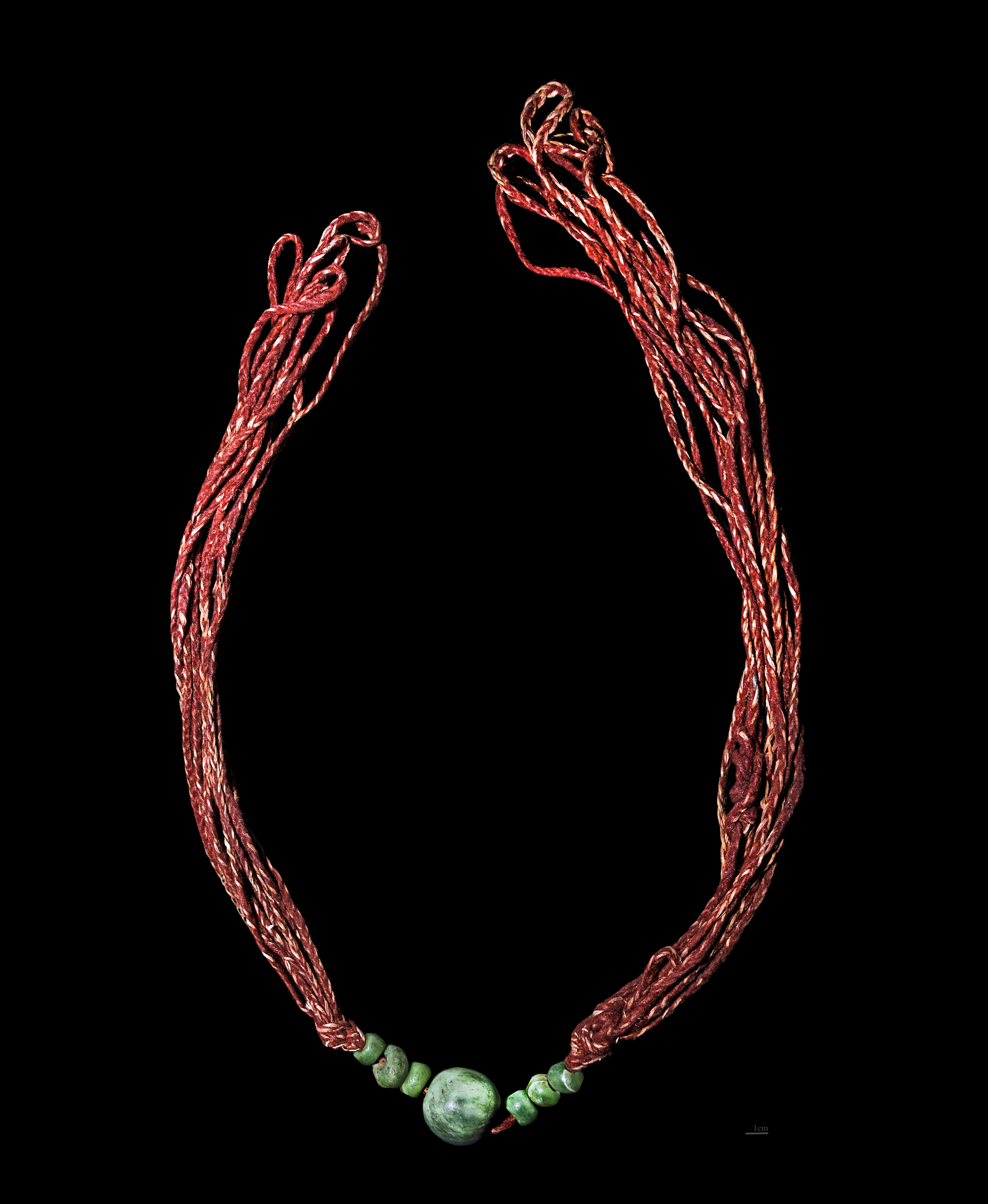